# 世界和平連合会
世界和平連合会（せかいわへいれんごうかい）は、1977年9月20日に設立された財団法人である。所在地は港区三田三丁目四番20号三豊ビル403号。会長は猪島リツ。事務局長は山崎勇。設立当初の理事には、牛場信彦、今井博、筒井密義、寺内作雄、門屋博、首藤信成がいた。牛場以外の理事は略歴を後述する。発会式は東京プリンスホテルで行われた。エドムンド・ド・ロスチャイルドが立ち会った記念写真がある。

## 理事の履歴
今井博は、通産省局長から日本開発銀行理事を経て、日本曹達の会長を務めた。1980年時点で同社相談役と子会社の社長を兼務。
筒井密義は、元PTA全国協議会副会長。1980年時点で日本医療器社長。
寺内作雄は、文部省局長から国立競技場、国立劇場各理事長を経て、1980年時点で杏林大学常務理事。
門屋博は、戦前に共産党所属であったが転向し、南京政府顧問として上海の特務機関で活躍した。戦後は、日本通商を拠点にキャノン機関の指揮した大陸との密輸工作に従事した。
首藤信成は、国際石油資本のスタンダード・バキューム・オイルから海外企業を二つ経て、1980年時点でリオ・ティント・ジャパン会長。

## 資金計画
高野孟が入手した1974年12月作成の事業計画書によると、財団の資金計画は次の通りであった。
1974年度（1975年1月1日-3月31日）
- 寄付金収入として、猪島リツより基本財団寄付金2億円と運用財団寄付金3億円。エドムンド・ド・ロスチャイルドから50億円。シンガポールの華僑共同体のシャーから50億円。ロックフェラーから50億円。アメリカの有力有志その他より30億円。
- 外資借入金3000億円。
- 収入合計3185億円。

1975年度（1975年4月1日-1976年3月31日）
- 寄付金収入として、フォード・モーターより50億円。その他より50億円。
- 借入金として、「世界平和推進基金」3兆円（特別枠による外資借入、30年間無利息）
- 事業収入4億5600万円。出版事業。
- 繰越金3087億余円
- 利息収入1344億円
- その他雑収入35億円
- 収入合計3兆4570億余円

負債が多すぎて外務省と押し問答になり、1977年になって資産3億5000万円で設立された。
『正論新聞』の三田一夫によると、1980年時点で「何年も前に」家賃を滞納したまま引き払っていたという。